# Óblast autónomo de Osetia del Sur
El Óblast Autónomo de Osetia del Sur o Región Autónoma de Osetia del Sur (en osetio: Хуссар Ирыстоны автономон бӕстӕ, romanizado: Jussar Iristoni Avtonomon Beste; en georgiano: სამხრეთ ოსეთის ავტონომიური ოლქი, romanizado: Samjret osoetis aktonomiuri olki; en ruso: Юго-Осетинская автономная область, romanizado: Yug-Osetinskaya avtonomnaya oblast) fue un óblast o región autónoma en la Unión Soviética creado dentro de la RSS de Georgia el 20 de abril de 1922. Su autonomía fue revocada el 10 de diciembre de 1990 por el Soviet Supremo de la RSS de Georgia. En la actualidad, es el territorio de la república parcialmente reconocida de Osetia del Sur.

## Origen
Hasta el siglo XVIII formó parte de los principados de Kartli e Imereti, siendo incorporado al Imperio ruso en 1774.
Los osetios son un pueblo del tronco iranio, con un idioma propio, a diferencia del pueblo georgiano, de origen sudcaucásico. Mientras los osetios afirman ser los descendientes de las tribus alanas y escitas que habitaron el sur del caucaso desde la antigüedad, los georgianos consideran que los osetios emigraron entre el siglo XVII y XIX al actual territorio de Osetia del Sur, siendo la base del conflicto la etnicidad y el territorio, no el sustrato religioso.
Durante la Revolución bolchevique, se desarrolló el Conflicto Georgiano Osetio entre 1918 y 1920, que enfrentó a los sudosetios con la República Federativa Democrática del Transcáucaso primero, y con Georgia a su disolución, que finalizó con la invasión de Georgia por parte del Ejército Rojo en 1921. El Óblast Autónomo de Osetia del Sur tiene origen en el reconocimiento por parte del gobierno bolchevique de Moscú a la lealtad del territorio, enmarcado en la política soviética de creación de ciertos tipos de gobierno autónomo para las minorías nacionales en los territorios que no habían sido expuestos a la rusificación y opresión nacional de cualquier tipo, originada en la época zarista, política llamada Korenización.
En 1922, en la vertiente sur del Cáucaso de establece la República Federal Socialista Soviética de Transcaucasia, separando administrativamente a Osetia del Sur de la vertiente norte, uniéndola con partes de la Gobernación de Tiflis y las parroquias de Gori y Dusheti, reconociendo el 20 de abril de 1922 el Óblast Autónomo de Osetia del Sur. En la Constitución soviética de 5 de diciembre de 1936 y la constitución de la RSS de Georgia de 10 de febrero de 1937, se garantiza la autonomía interna, y se renombra como "Óblast Autónomo de Osetia del Sur dentro de la RSS de Georgia" (Юго-Осетинская автономная область в составе Грузинской ССР), con capital en Tsjinvali.
Sin embargo, los idiomas oficiales en el Óblast Autónomo eran solo el ruso y el georgiano, aunque el osetio era enseñado en las escuelas. La integración y matrimonios mixtos fue un fenómeno habitual durante el periodo soviético, no habiendo tensiones étnicas destacadas desde la finalización del Conflicto Georgiano Osetio de 1918 a 1920 hasta la década de 1980.

## Extinción
Las primeras fricciones en los últimos tiempos soviéticos empezaron a finales de la década de 1980, con el inicio del desmoronamiento del régimen soviético, con un incremento de los nacionalismos como identidad nacional en ambas partes. En 1988, políticos locales influyentes se agrupan en el "Frente Popular del Sur", que propugnan sentimientos nacionalistas entre los osetios, y proponen la unificación de los osetios del norte y del sur como reacción al creciente nacionalismo georgiano, ganando las elecciones de 1989.
En noviembre de 1989 el Soviet Supremo del Óblast Autónomo de Osetia del Sur solicitó al Soviet Supremo de la RSS de Georgia su transformación en República Autónoma con el mismo estatus que Abjasia o Adjaria, siendo rechazada la misma. Sin embargo, ese mismo año, el Soviet Supremo de Georgia instituyó el georgiano como único idioma oficial entre otras medidas, considerando los osetios que eran relegados a ciudadanos de segunda. En verano de 1990, el Soviet Supremo de Georgia prohibió la actividad de los partidos políticos de las minorías en el territorio de la RSS de Georgia, que los osetios interpretaron como un ataque contra su autonomía.
En septiembre de 1990, en respuesta a las acciones georgianas, se proclama unilateralmente como República Federal la "República Soviética de Osetia del Sur" dentro de la URSS, que no fue aceptada ni por el Soviet Supremo de Georgia ni por el Kremlin.
La población de Osetia del Sur en la década de 1980 era de 66% de énticamente osetios, y 29% de énticamente georgianos.
Los osetios boicotearon las primeras elecciones democráticas realizadas en Georgia desde 1921, publicándose en diciembre de 1990 los resultados, problamándose presidente Zviad Gamsajurdia, el cual anuló la autonomía de Osetia del Sur, y la administración del territorio pasó al gobierno central de Tiflis, cuyo texto dice literalmente:

Tomando en consideración el hecho que el Óblast Autónomo de Osetia del Sur fue establecido en 1922 con total desprecio de la población georgiana local y en contradicción con el mejor interés del pueblo georgiano, y teniendo en cuenta el hecho que el pueblo osetio tiene un estado propio en su tierra ancestral, Osetia del Norte, y solo una porción insignificante de étnicamente osetios viven el el Óblast Autónomo de Osetia del Sur, donde gozan, y continuarán gozando de derechos culturales autónomos, y sobre la base de los párrafos 3 y 11 del artículo 104 de la Constitución de la República de Georgia, el Consejo Supremo de la República de Georgia decreta: ....

La escalada de la tensión finalmente desembocó en un conflicto armado entre 1991 y 1992, con la derrota de Georgia y la independencia de facto de Ostia del Sur. La tensión se mantendrá hasta el nuevo conflicto en 2008, iniciado por Georgia en un intento de someter a los rebeldes sudosetios, finalizando con la intervención rusa y una nueva derrota de Georgia.

## Economía del Óblast Autónomo de Osetia del Sur
En el periodo soviético la economía se inclinó hacia los sectores industriales y agrarios. El óblast se industrializó a partir de 1940, y se construyeron las presas de Tsjinval (Цхинвальская), Kejv (Кехвская), Leningor (Ленингорская) y Kvaisi (Кваисинская).
Se desarrolló la minería, y la construcción de maquinaria en Tsjinval. La industria maderera explotó los recursos forestales de la región, así como la producción de artículos metálicos y materiales de construcción. La industria alimentaria se centró en el envasado de conservas, cerveza y zumos, productos lácteos, así como de agua mineral embotellada de Dzau-Suar (Дзау-Суар) y Bagiata (Багиата).
En el terreno agrícola, la mayor parte del territorio se dedicó a pastos estivales. Había 14 Koljóses y 16 Sovjoz en 1977, siendo los principales cultivos el grano, frutas en las tierras bajas, y patatas en las altas. 
Un ramal del ferrocarril trasncaucásico salía de Gori y llegaba a Tsjinval. Una de las infraestructuras más importantes es la autopista transcaucásica que cruza el túnel de Roki, conectando Rusia con Georgia. La carretera de Tsjinval a Kvaisi conecta Tiflis con Georgia nor-occidental.

## Cultura
En 1977 había 182 escuelas primarias, 1 escuela técnica y 4 escuelas secundarias, así como el Instituto Pedagógico del Tsjinval. También había un instituto de investigación, un teatro, 166 bibliotecas y 66 salas de proyección.
Los periódicos regionales eran el Soveton Iriston («Советон Ирыстон» - Osetia soviética) en osetio, publicado desde 1924, y el Sabchota Oseti («Сабчота Осети» - Osestia soviética) en georgiano, publicado desde 1933. Había una emisora de televisión regional, con más de 12 horas diarias de emisión.

## Gobernantes de Osetia del Sur entre 1922 y 1990
Primeros secretarios del Comité Central del Soviet Supremo de Osetio del Sur:
- Vladimir Arzhevanovich Sanakojev ( 1921 - 192?)
- Sergei Grigorevich Gagloyev (192? - 192?)
- Aleksandr Mijailovich Dzhatiyev (192? - 193?)
- Abdul-Bekir Gasanovich Tautiyev (193? - 1937 )
- Vladimir Gedenvanovich Cchovrebashvili ( 1938 - 1949 )
- I. Kudzhiashvili ( 1949 - 195?)
- A. G. Imnadze ( 1951 - 195?)
- Grigori Georgiyevich Sanakoyev (195? - 1960 )
- Vladimir Dmitrievich Kozayev ( 1960 - 1962 )
- Josif Semyonovich Chiayev ( 1962 - 1965 )
- Georgi Nikolayevich Dzhussoyev (febrero de 1965 - noviembre de 1973 )
- Felix Sergeyevich Sanakoyev (noviembre de 1973 - abril de 1988 )
- Anatoli Georgiyevich Chechoyev (abril de 1988 - noviembre de 1989 )
- Valnin Vladimirovich Cchovrebashvili ( 1990 - 1991 )
- Znaur Nikolayevich Gassiyev (1991)

Presidentes del Comité Ejecutivo de Osetia del Sur:
- Aleksandr Mijailovich Dzhatiyev ( 1922 - 192?)
- ??? ?? (192? - 193?)
- Ivan Petrovich Dzhidzhoyev (193? - 1937 )
- ??? ?? ( 1937 - 1943 )
- Aleksandr Georgijevich Galavanov ( 1943 - 194?)
- ??? ?? (194? - 1961 )
- Vladimir Isakovich Gazzayev ( 1961 - 1964 )
- Georgi Nikolayevich Dzhussoyev ( 1964 - 1965 )
- Kosta Kargoyevich Dzhiojev ( 1965 - 1972 )
- Felix Sergeyevich Sanakoyev ( 1972 - noviembre de 1973 )
- Genrij Irakliyevich Mardanov (noviembre de 1973 - noviembre de 1981 )
- Tamara Shalvovna Kabulovova (noviembre de 1981 - mayo de 1986 )
- Anatoli Kachmazov (mayo de 1986 - 1990 )

Presidente del Comité Ejecutivo del Consejo de Representantes:
- Felix Michailovich Zasseyev ( 20 de septiembre de 1990 - 16 de octubre de 1990 )

Presidente del Comité Ejecutivo Provisional:
- Torez Georgiyevich Kulumbegov (16 de octubre a 10 de diciembre de 1990)